# الیستر کوک
الیستر کوک (انگلیسی: Alistair Cooke؛ ۲۰ نوامبر ۱۹۰۸ – ۳۰ مارس ۲۰۰۴) یک روزنامه‌نگار، شخصیت تلویزیونی و مجری اهل بریتانیا و ایالات متحده آمریکا بود.
از فیلم‌ها یا برنامه‌های تلویزیونی که وی در آن نقش داشته‌است، می‌توان به سه چهره ایو اشاره کرد.
وی از سال ۱۹۷۱ تا ۱۹۹۲ میلادی در شبکهٔ پی‌بی‌اس، نخستین مجریِ مجموعهٔ مسترپیس بود.
وی همچنین برندهٔ جوایزی همچون جایزه پیبادی شده‌است.